# 虎毛山

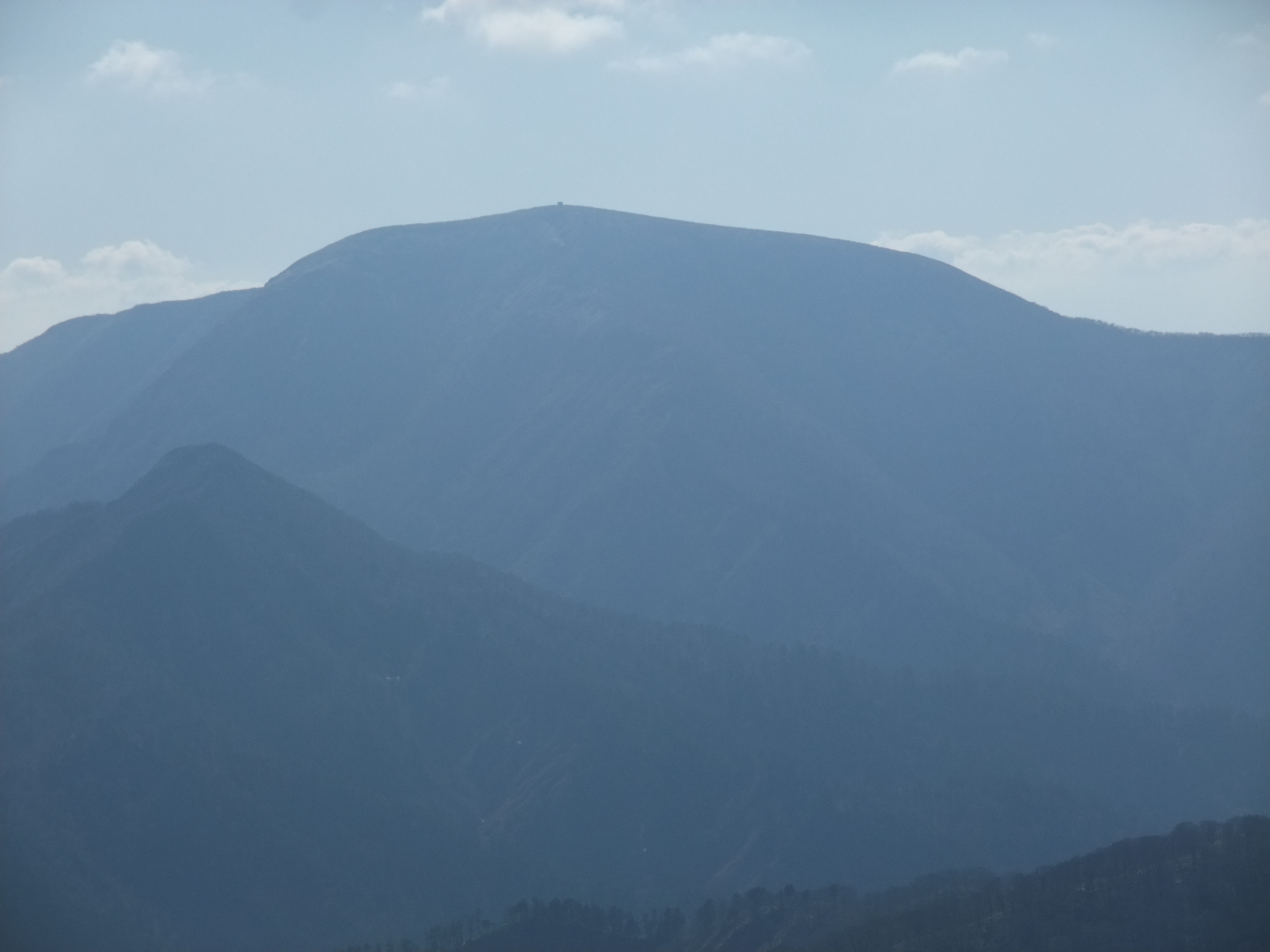
北微西にある高松岳から見た虎毛山

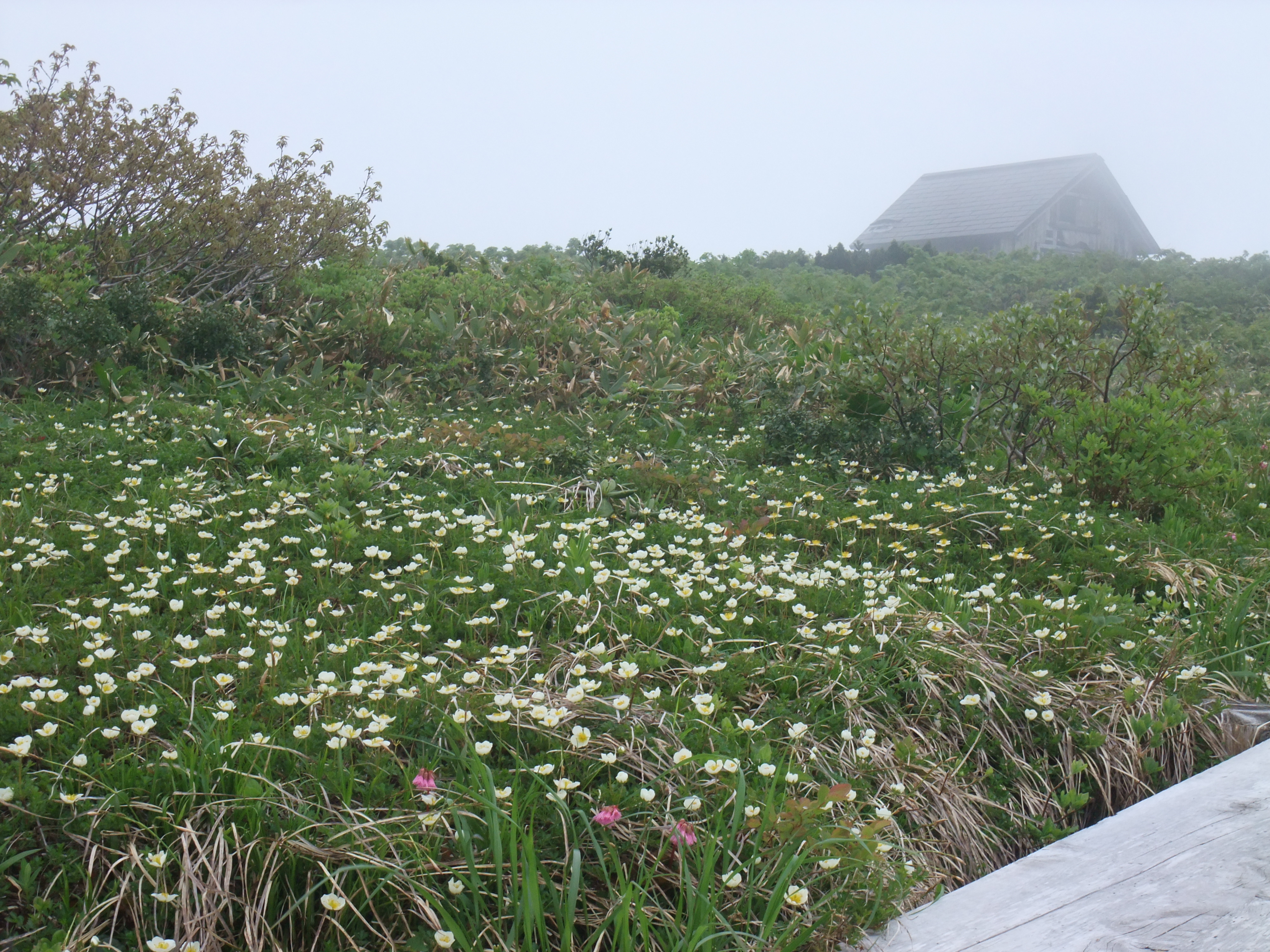
山頂

虎毛山（とらげさん/とらげやま）は、秋田県湯沢市にある山である。東北百名山に選ばれている。
「虎毛」の名前は、山腹に幾筋かの沢が縦縞の模様に見え、それを虎の毛に見立てたことに由来する。この筋は、秋に目立つと言われている。山麓一帯はブナや桧などが茂る天然林である。

## 概要
栗駒国定公園のほぼ中央部に位置し、秋田県と宮城県の県境付近に位置している。その山容は周囲の山々と比べ、ひときわ目立つ大きなドーム形をしている。山麓には秋ノ宮温泉郷がある。

## 登山

### 登山道
1930年に付近の鷹の湯温泉の主人である小山田八兵衛が私費を投じて建設した登山道は、平坦な道をしばらく歩いた後に橋を渡り、標高630mの休憩地に至る。そこから一気に600mの急登となる。途中にはベンチが設置されている。標高700m - 1000m地点はヒノキアスナロとクロベの混生林となる。ヒノキアスナロ林は強風により、多くの木が倒れている。標高1000m付近には、秋田県では分布が限られたサラサドウダンが群生している。標高1200mまではブナ林で覆われており、それより高い標高では亜高山性広葉低木林が山頂まで続いている。ミヤマナラ、ミネザクラ、ナナカマドなどの広葉樹の中にキャラボクが混生している。標高1234mには高松岳縦走路との分岐点がある。ここから北に進むと高松岳に至るが、縦走路は長いうえに水場がなく藪も酷いので、健脚者向けである。

### 山頂
広い山頂からは360度の展望が得られる。栗駒山、神室山、鳥海山、高松岳、山伏岳などを見ることができる。山頂には避難小屋が建つが、2010年11月3日の大風によって破損し、使用不能となった。そのため、避難小屋の改築工事が行われ、2012年10月14日から使用できるようになった。山頂の南西側には高層湿原が緩い傾斜で広がっている。この湿原は植物群落地として保護されており、栗駒山の美しい山容を映し出す地塘も点在しているなど、まさに「雲上の楽園」となっている。虎毛山の高層湿原は泥炭層で形成されており、雪解け後にはヒナザクラ、チングルマ、イワイチョウなどが一面に咲く。また、地塘はワタスゲやモウセンゴケなどに縁取られている。

## 阪神タイガースとの関わり
虎毛山は「虎」という文字がつく山では、日本で最も高い山である。2003年には、プロ野球チームの阪神タイガースの優勝を祈願する集団登山が虎毛山で行われた。そのため、同チームのファンには「虎の聖地」と呼ばれ、必勝を祈願する多くのファンが山頂を目指すことでも知られている。2010年には開山80周年祭のイベント登山が行われた。

## 脚註
1. ↑  “虎毛山 - とらげさん：標高1,433ｍ”. ヤマケイオンライン. 2022年2月23日閲覧。
2. 1 2  三省堂『日本山名事典』
3. ↑  日本山岳会・編『新日本山岳史』
4. ↑  (1878年-1939年)33歳の時、父の寅蔵から銘酒「名月」と温泉経営の家業を継ぐ。小山田式トビ口消化器など発明物件十種に及び「町のエジソン」と言われた。昭和6年に帝国発明協会から表彰される。虎毛山に登山道を開設し山頂に金華山神社を祀った。(『秋田大人名辞典』、p.153)
5. 1 2 3 4  阪神ファン、日本一祈願 「聖地」の秋田・虎毛山[リンク切れ]